# Helmut Schmalen
Helmut Schmalen (* 10. April 1944 in Würselen; † 30. Oktober 2002) war ein deutscher Ökonom und Inhaber des Lehrstuhls für Betriebswirtschaftslehre mit dem Schwerpunkt Absatzwirtschaft und Handel an der Universität Passau.

## Leben
Schmalen wurde 1944 in Würselen geboren. Er war Schüler des Couven-Gymnasiums in Aachen. Anschließend studierte er von 1963 bis 1968 Betriebswirtschaftslehre in Köln und Volkswirtschaftslehre in Kiel und schloss sein Studium als Diplom-Volkswirt ab. Während seines Studiums war Schmalen Stipendiat des Cusanuswerkes. In der Folge war er von 1969 bis 1977 wissenschaftlicher Mitarbeiter am Institut für Betriebswirtschaftslehre an der Universität Kiel bei Klaus Brockhoff und Walter Braun. 1971 wurde er mit der Schrift Individuelle Berufswahl auf der Grundlage ökonomischer Analysen – Eine Darstellung dieser Verhaltensweise und ihrer Bedeutung im Hinblick auf die langfristige Arbeitsmarktentwicklung zum Dr. sc. pol. promoviert. 1976 folgte ebenso in Kiel die Habilitation (Marketing-Mix für neuartige Gebrauchsgüter (Wiesbaden 1979)) mit den venia legendi für Betriebswirtschaftslehre; ebenfalls 1977 wurde ihm für die Arbeit Probleme betrieblicher Gewinnbeteiligung nach dem Darlehenskonten-Modell den Pieroth-Preis zugesprochen. Noch 1977 erhielt er einen Ruf auf eine Professur für Allgemeine Betriebswirtschaftslehre an der Hochschule der Bundeswehr Hamburg, den er ablehnte.
1978 wurde Schmalen auf den Lehrstuhl für Betriebswirtschaftslehre mit Schwerpunkt Absatzwirtschaft und Handel an die Universität Passau berufen, den er bis zu seinem Tode innehatte. 1985 lehnte er einen Ruf nach Tübingen, 1990 nach Düsseldorf ab. Seit 1993 war Schmalen Mitglied im Aufsichtsrat der Weiterbildungsakademie Dresden und der SWA-Weiterbildungsakademie Sachsen. Unter seiner Leitung entstanden mit Unterstützung des Auswärtigen Amtes 1993 und 1994 an der Wirtschaftsuniversität Budapest und der Staatsuniversität für Management in Moskau deutschsprachige Studiengänge in Betriebswirtschaftslehre. Die Wirtschaftsuniversität Budapest verlieh ihm 1996 die Ehrendoktorwürde.
Schmalens Schwerpunkte lagen auf der Erforschung des Preis- und Kommunikationsmanagements, der Innovations- und Diffusionsforschung, des Käuferverhaltens, der Tourismusforschung und des Handelsmarketings. Sein Buch Grundlagen und Probleme der Betriebswirtschaftslehre (Köln 1980) etablierte sich in über 13 Auflagen als eines der Standardwerke zur Einführung in die Betriebswirtschaftslehre und wurde ins Russische, Bulgarische und Ungarische übersetzt. 2002 verstarb Schmalen überraschend. Die Universität Passau veranstaltete 2003 zu seinen Ehren ein Gedenksymposion unter Teilnahme von Horst Albach, Klaus Brockhoff und Hans Reischl.

## Auszeichnungen
- 1977: Pieroth-Preis zur Förderung der Vermögensbildung breiter Schichten für die Arbeit Probleme betrieblicher Gewinnbeteiligung nach dem Darlehenskonten-Modell
- 1996: Dr. h. c. der Wirtschaftsuniversität Budapest
- 1996: Stines-Award für das DFG-Projekt Sonderangebotspolitik im Lebensmitteleinzelhandel
- 2000: Verdienstkreuz am Bande des Verdienstordens der Bundesrepublik Deutschland